# Tanzânia nos Jogos Olímpicos de Verão de 1968
A Tanzânia participou dos Jogos Olímpicos de Verão de 1968 na Cidade do México, México.

## Resultados

### Atletismo
Men's Marathon
- John Stephen Akhwari — 57º lugar